# Vrela (Teslić)
Vrela (szerbül: Врела), település Bosznia-Hercegovinában, a Szerb Köztársaságban, Teslić községben. Vrela településnek a Szerb Köztársaság területére eső, nyugati része.

## Fekvése
A település Bosznia-Hercegovina középső részének északi szélén, Dobojtól légvonalban 20, közúton 22 km-re délnyugatra, községközpontjától légvonalban 3, közúton 4 km-re északkeletre, az Usora partja feletti dombvidéken található. A települést délről és délkeletről, Teslić irányában dombok határolják, melyek közül a legkiemelkedőbb a Debelo Brdo. Északról a Velika Usora folyó határolja. Nyugatról a Škrebin Kamen-domb közelében lévő szoros, keletről pedig a Bosznia-Hercegovina Föderációjában található Kalošević falu felé vezető szoros húzódik.

## Népessége
| Nemzetiségi csoport | Népesség 1991 | Népesség 2013 |
| ------------------- | ------------- | ------------- |
| Szerb               | 193           | 57            |
| Bosnyák             | 1053          | 0             |
| Horvát              | 248           | 5             |
| Jugoszláv           | 1             | 0             |
| Egyéb               | 16            | 0             |
| Összesen            | 458           | 62            |

## Története
A település 1878-ig tartozott az Oszmán Birodalomhoz, ekkor a berlini kongresszus határozata alapján az Osztrák-Magyar Monarchia része lett. 1879-ben az első osztrák-magyar népszámlálás során a Tešanji járáshoz és Miljanovići községhez tartozó településnek 18 háztartása, 88 ortodox és 66 római katolikus lakosa volt. A monarchia szétesésével 1918-ban előbb a Szerb-Horvát-Szlovén Királyság, majd 1929-től a Jugoszláv Királyság része lett. Az 1929-es törvény értelmében, amikor Bosznia-Hercegovinát négy banovinára, Drinskára, Vrbaskára, Zetskára és Primorskára osztották, a település a Vrbaska banovina része lett, amelynek székhelye Banja Luka volt. 
Jugoszlávia megszállása után a Független Horvát Állam (NDH) része lett. A második világháború után 1992-ig a település a szocialista Jugoszlávia keretében a Bosznia-Hercegovinai Népköztársaság része volt. Jugoszlávia felbomlása és a bosznia-hercegovinai háború idején Vrela falu fontos határátkelőhely volt a Boszniai Szerb Köztársaság és a Bosznia-hercegovinai Köztársaság között, ahol jelentős fogoly-, halott- és civilcserék zajlottak. A boszniai háborút lezáró daytoni békeszerződés rendelkezése alapján az ország területét felosztották a Bosznia-hercegovinai Föderáció és a boszniai Szerb Köztársaság között. A békeszerződés utáni területmegosztási megállapodás értelmében a háború előtti település területének nagyobbik, szerbek lakta része, 4,70 km2 területtel a Boszniai Szerb Köztársasághoz és Teslić községhez került, míg a település területének kisebb, főként horvátok lakta része, 1,62 km2 területtel a Bosznia-hercegovinai Föderáció Zenica-Doboji kantonjában levő Tešanj község területénél maradt. A múltban Vrela egyes részei a környező falvakhoz tartoztak: ilyen volt Žarkovina és Stenjak (Teslić községben) egy része, illetve Jorgići falucska, mely Kaloševićához (Tešanj községben) tartozott, és amelynek egy része a daytoni megállapodás után a Boszniai Szerb Köztársasághoz került, ma Vrelához tartozik.

## Infrastruktúra
1968-ig a faluban működött a keskeny nyomtávú vasútvonal fontos Vrela vasútállomása. Áthalad a településen az Usora völgyében haladó Teslić-Doboj főútvonal.

## Fordítás
- Ez a szócikk részben vagy egészben  a(z)   Врела (Теслић) című szerb Wikipédia-szócikk ezen változatának fordításán alapul.  Az eredeti cikk szerkesztőit annak laptörténete sorolja fel. Ez a jelzés csupán a megfogalmazás eredetét és a szerzői jogokat jelzi, nem szolgál a cikkben szereplő információk forrásmegjelöléseként.